# Santa Joana (Aveiro)
Santa Joana é uma freguesia portuguesa do município de Aveiro, com 5,85 km² de área e 8026 habitantes (censo de 2021). A sua densidade populacional é 1 372 hab./km².

## História
A freguesia foi criada pela Lei nº 63/84, de 31 de dezembro, com lugares das freguesias de Esgueira, São Bernardo, Glória e Vera Cruz.

## Demografia
A população registada nos censos foi:
| Distribuição da População por Grupos Etários | Distribuição da População por Grupos Etários | Distribuição da População por Grupos Etários | Distribuição da População por Grupos Etários | Distribuição da População por Grupos Etários |
| -------------------------------------------- | -------------------------------------------- | -------------------------------------------- | -------------------------------------------- | -------------------------------------------- |
| Ano                                          | 0-14 Anos                                    | 15-24 Anos                                   | 25-64 Anos                                   | > 65 Anos                                    |
| 2001                                         | 1264                                         | 1100                                         | 4130                                         | 932                                          |
| 2011                                         | 1182                                         | 938                                          | 4627                                         | 1347                                         |
| 2021                                         | 1079                                         | 794                                          | 4310                                         | 1843                                         |

## Património
- Igreja de Santa Joana (matriz)
- Fontanário e capela da Senhora da Saúde
- Igreja do Convento de Santo António e seu claustro, Capela da Ordem Terceira de São Francisco e anexos conventuais (Casa do Despacho).